# مارتا مينيغاتي
مارتا مينيغاتي (من مواليد 16 أغسطس 1990) لاعبة كرة طائرة شاطئية إيطالية تلعب في خانة مدافعة يسارية مع شريكتها فيكتوريا أورسي توت. مع زميلتها السابقة غريتا شيكولاري ، حصلت على أعلى تصنيف في العالم من حيث رقم 4 في أغسطس 2012. ومن أبرز معالم حياتها المهنية ميداليتان ذهبيتان وسبع فضيات وسبع برونزية في  جولة الاتحاد الدولي العالمية للكرة الطائرة الشاطئية. وهي أيضًا البطل الأوروبي لعام 2011 وبطل الألعاب المتوسطية لعام 2013 ، وكلاهما حققتهم مع اللاعبة غريتا شيكولاري. كما مثلت بلدها إيطاليا في دورة الألعاب الأولمبية الصيفية 2012 في لندن حيث حل في المركز الخامس (مع اللاعبة غريتا شيكولاري) وظهرت أيضاً في دورة الألعاب الأولمبية الصيفية 2016 في ريو دي جانيرو، وحلت في المركز التاسع (مع اللاعبة لورا جيومبيني) .

## روابط خارجية
- مارتا مينيغاتي على موقع الاتحاد الدولي beach volleyball database (الإنجليزية)
- مارتا مينيغاتي على موقع قاعدة بيانات الكرة الطائرة الشاطئية (الإنجليزية)
- مارتا مينيغاتي على موقع اللجنة الأولمبية الدولية (الإنجليزية)
- مارتا مينيغاتي على موقع أوليمبيديا (الإنجليزية)